# Морфология наноструктур
Морфология наноструктур (англ. morphology of nanostructures) — совокупная характеристика нанообъектов, включающая в себя их размер, форму и пространственную организацию (агрегатную структуру).

## Описание

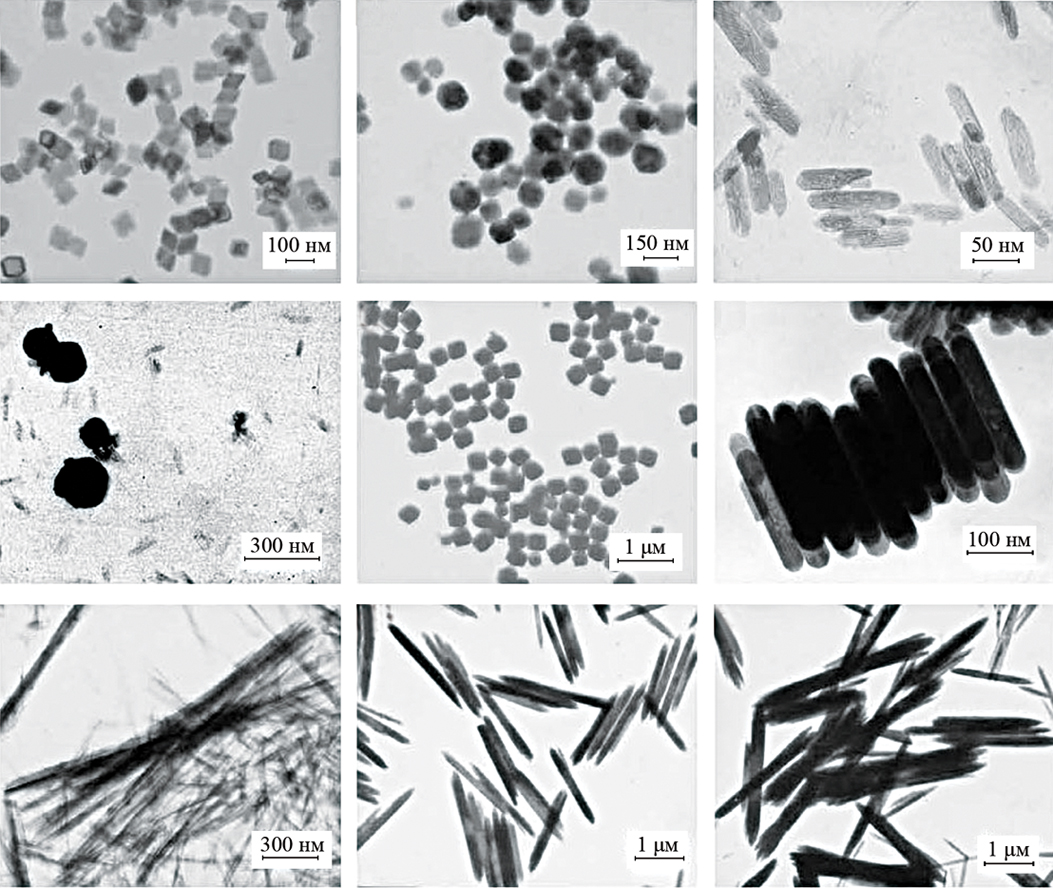
Морфология наночастиц α-Fe_{2}O_{3}, формирующихся в результате гидротермальный обработки хлорида железа (III), взятого в различных концентрациях, в присутствии ПАВ (ЦТАБ)

Морфология наноструктур может существенным образом различаться в зависимости от состава материала, его кристаллической структуры и способа получения. Существующие методы синтеза позволяют получать наночастицы различных форм: сферической, стержневой, трубчатой, игольчатой, кубической, октаэдрической и т. д. — и размеров. Например, варьирование таких параметров гидротермального синтеза, как температура, давление, концентрация реагентов, время обработки и pH, позволяет существенно влиять на морфологию, состав и степень кристалличности получаемого продукта.
Морфологическое разнообразие наноразмерных объектов, построенных на основе органических молекул, практически безгранично. Так, современные биотехнологии, использующие самособирающиеся двойные спирали ДНК в качестве строительных блоков, позволяют целенаправленно создавать трёхмерные структуры, размеры которых находятся в диапазоне от 10 до 100 нм. С помощью одного из таких подходов были созданы наноразмерные «ДНК-оригами» — полигональные каркасы, шестерёнки, мосты, бутылки и т. п..
Изменение морфологии является действенным способом управления функциональными характеристиками наноматериалов, а также влияет на их биосовместимость, поскольку является, по сути, отражением результата эволюции (трансформации) поверхности (границы раздела сред) в процессе получения материала. Морфологическое разнообразие в наибольшей степени важно именно для наноматериалов, поскольку они характеризуются, как правило, большой долей поверхностных атомов, предопределяющих особенности физико-химических свойств. С другой стороны, большинство наноматериалов является термодинамически неравновесными, поэтому неравновесная (отличная от формы монокристалла данного вещества) морфология является отражением метастабильности наноматериалов, то есть нахождения системы в локальном минимуме свободной энергии.